# Jan Krzyżowski
Jan Krzyżowski (ur. 13 lipca 1934 w Jeleśni, zm. 30 grudnia 2009) – polski działacz partyjny i państwowy, w latach 1980–1982 przewodniczący Prezydium Wojewódzkiej Rady Narodowej w Ostrołęce.

## Życiorys
Syn Marcina i Anieli, ukończył studia magisterskie. Działał w Związku Młodzieży Polskiej i Związku Młodzieży Socjalistycznej. W 1954 wstąpił do Polskiej Zjednoczonej Partii Robotniczej, w latach 50. był I sekretarzem Komitetu Zakładowego Niedomickich Zakładów Celulozowych. W latach 70. był wicedyrektorem i następnie dyrektorem Ostrołęckich Zakładów Celulozowo-Papierniczych. Od 1976 do 1978 pozostawał honorowym prezesem klubu Narew Ostrołęka, należał też do Społecznego Komitetu na rzecz budowy Domu Sportowca w tym mieście (po jego pożarze). Od 1975 kierował Wydziałem Ekonomicznym Komitetu Wojewódzkiego PZPR w Ostrołęce, a w 1978 członkiem KW PZPR. Zasiadał w Wojewódzkiej Radzie Narodowej w Ostrołęce, w grudniu 1980 objął fotel przewodniczącego jej Prezydium. Zajmował to stanowisko do marca 1982.
Został pochowany na Cmentarzu Komunalnym Południowym w Warszawie.